# Jimmy Clare
James Edward Clare (sinh ngày 6 tháng 11 năm 1959) là một cầu thủ bóng đá người Anh thi đấu ở Football League, ở vị trí tiền đạo.